# Madeleine de Lallé
Madeleine de Lallé
Madeleine de Lallé de son vrai nom Madeleine Ki/Kaboré est une écrivaine burkinabè. Elle est professeur certifié des lycées et collèges.

## Biographie

### Enfance & Etudes
Madeleine de Lallé,naît à Pissin canton du village Lallé au Burkina Faso,. Elle y passe son enfance jusqu’au lycée. Après ses études cours normal de jeune fille, elle sort professeur certifiée des lycées et collèges. Titulaire d’un certificat d’auteur-éditeur de manuel scolaire (Hachette 1987), elle collabore sur plusieurs ouvrages scolaire et documents pédagogique et andragogiques écrit en français et en langue nationale. Madelaine est la fondatrice de Bitenbala Editions.

## Œuvres littéraires
- 2001 : Héritage des Sancofa & Gurli
- 2006 : Arc Envolé, Edilis, poésie pour enfants, deuxième prix en poésie, SNCF 2002;
- 2009 : La Voix, Sankofa & Gurli Éditions, premier prix en poésie francophone à la Rencontre Internationale des Créateurs et Éditeurs en poésie (RICEP), Lomé 2009, Togo;
- 2020 : La Voix, poèmes portés par des proverbes, Bitenbala Éditions
- 2020 : Ned sēn yãa a ba yãa a yaaba, 2009, Sankofa & Gurli Éditions : poésie en langue nationale mooré;
- 2020 : Ned sēn yãa a ba yãa a yaaba, poésie
- 2013 : Bruits de silences, poésie, Ouagadougou, Éditions JETHRO. SA
- 2013 : Poulemdé, Roman, Ouagadougou, Éditions JETHRO. SA
- 2021 : Poulemdé,  Bitenbala Éditions

## Distinctions
- 2000 : Chevalier de l'Ordre du Mérite des Arts, des Lettres et de la communication, agrafe littérature écrite et orale.
- 2004 : Chevalier de l'Ordre des Palmes académiques